# Kuks (zámek)
Zámek Kuks býval součástí lázeňského areálu v obci Kuks v okrese Trutnov. Objekt zbořený v roce 1901 stával na levém břehu Labe naproti kukskému hospitalu s  kostelem Nejsvětější Trojice.

## Historie
S výstavbou lázní Kuks se započalo v roce 1692, kdy toto území vlastnil hrabě František Antonín Špork, majitel panství Choustníkovo Hradiště. V roce 1695 byly zprovozněny a v roce 1710 došlo k přestavbě jedné z dřevěných lázeňských budov na kamennou zámeckou budovu. V roce 1702 bylo vedle hostince U Zlatého slunce poblíž zámku vystavěno dřevěné divadlo a v roce 1722 na pravém břehu Labe východně od hospitalu Dům filosofů s knihovnou – ani jedna z těchto staveb se nedochovala.
Vrchol Šporkovy výstavby v Kuksu představoval hospital pro vojenské vysloužilce s kostelem Nejsvětější Trojice, vystavěný v letech 1707–1717. Dostavby a úpravy v lázeňském areálu pokračovaly až do roku 1719. 
Období po smrti Františka Antonína Šporka v roce 1738 znamenalo pro Kuks úpadek. V roce 1740 část lázní silně poznamenala velká povodeň. Ani později se Kuksu nevyhnuly další povodně a požáry.  Areál byl v 18. století poničen také pleněním vojsk a postupně zpustl. Šporkův zeť František Karel Rudolf Swéerts-Sporck  se věnoval spíše problematice zemědělství a ani jeho potomci již neměli o lázně zájem.
V roce 1821 byl zámek sice ještě opraven, ale v té době již nebyl obýván. V průběhu 19. století dále chátral, v roce 1896 byl postižem požárem a  následně pak v roce 1901 byly trosky zámečku zbourány.

## Popis
Zámek se nacházel na levém břehu Labe. Jednalo se o dvoupatrovou budovu obdélného půdorysu. V jižním průčelí se nacházel rizalit, členěný pilastry. Fasáda byla zakončena trojúhelníkovým štítem. Přístup vedl od mostu přes Labe, který spojoval zámek se špitálem, a poté po schodišti. Na vstupním průčelí se nacházel balkónový portikus podepřený pětidílnými arkádami. Zvýrazněný byl pilastrovým řádem, nad nímž se nacházelo kladí a balustrová atika.
V přízemí zámku byl velký lázeňský sál a deset koupelen, v prvním patře pak další velký sál, vyzdobený štukem a freskami. V druhém poschodí byly pokoje hraběcí rodiny. Z knížecí ložnice i ze zámeckých arkád  bylo v duchu hesla „Memento mori“ („Pamatuj na smrt“) vždy po setmění možno pozorovat věčné světlo, svítící v rodinné hraběcí hrobce, umístěné v kryptě pod kostelem u hospitalu na protějším svahu.

## Galerie

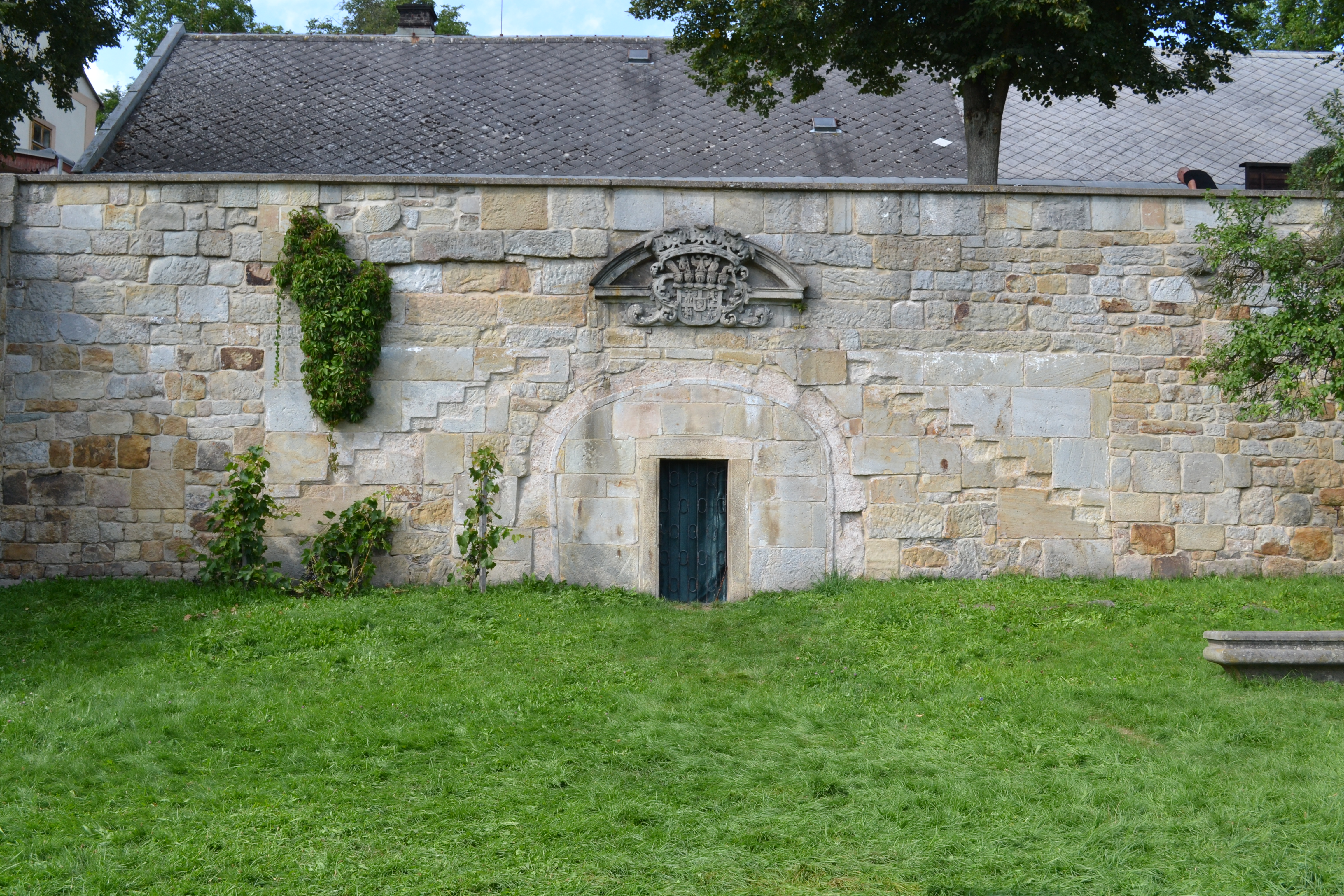
Dochovaná spodní část stavby pod zámečkem se šporkovským erbem
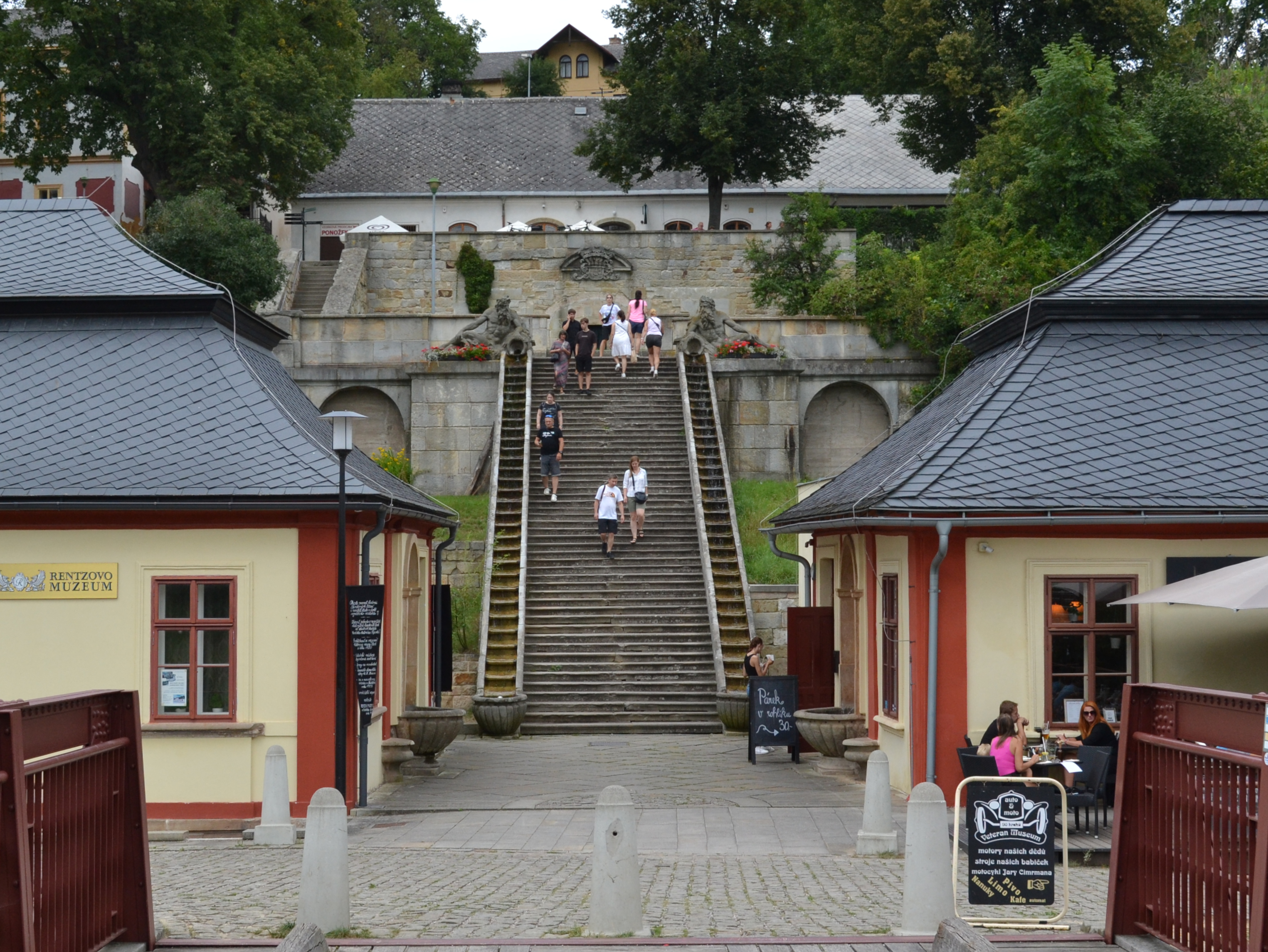
Průhled mezi  lázeňskými domy čp. 58 a 57 směrem ke schodišti
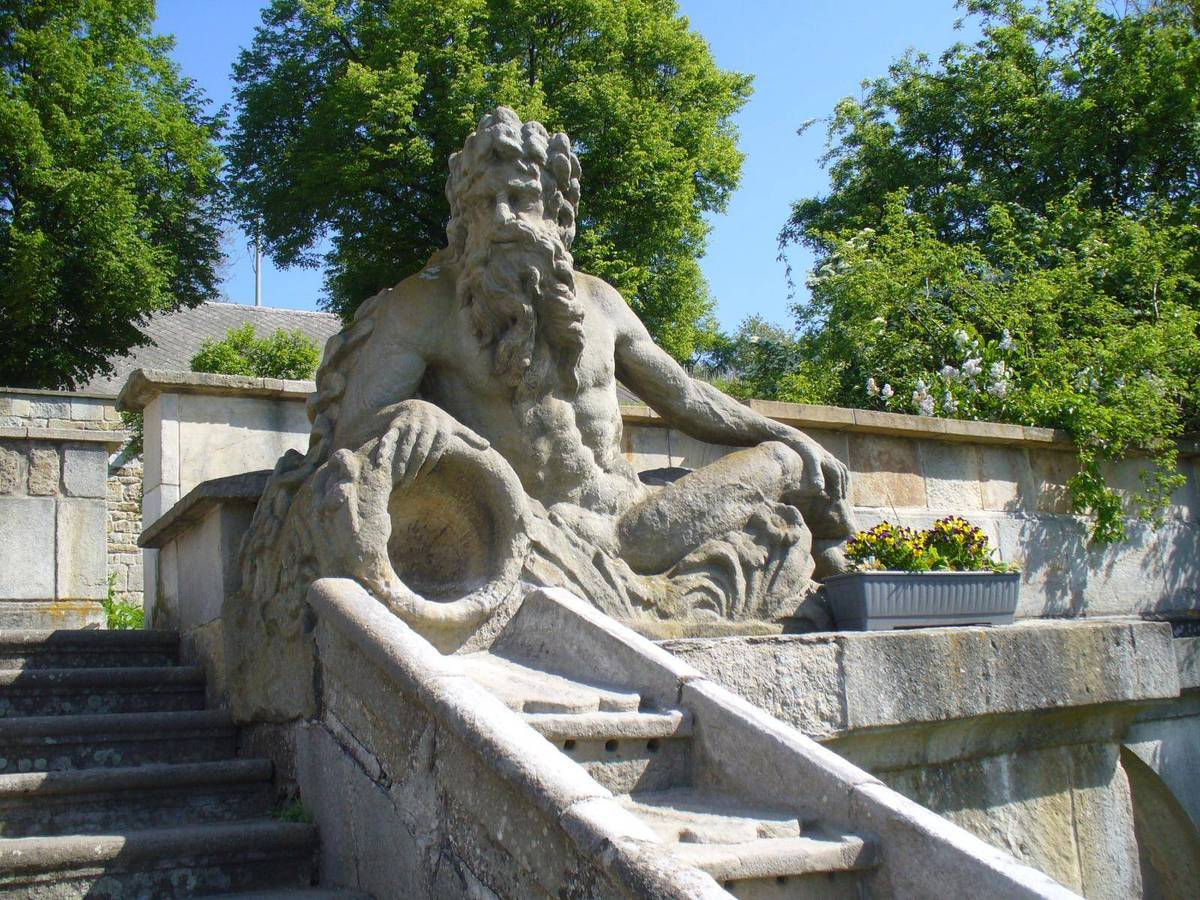
Jedna ze soch Tritonů nad schodištěm na zámecké terase
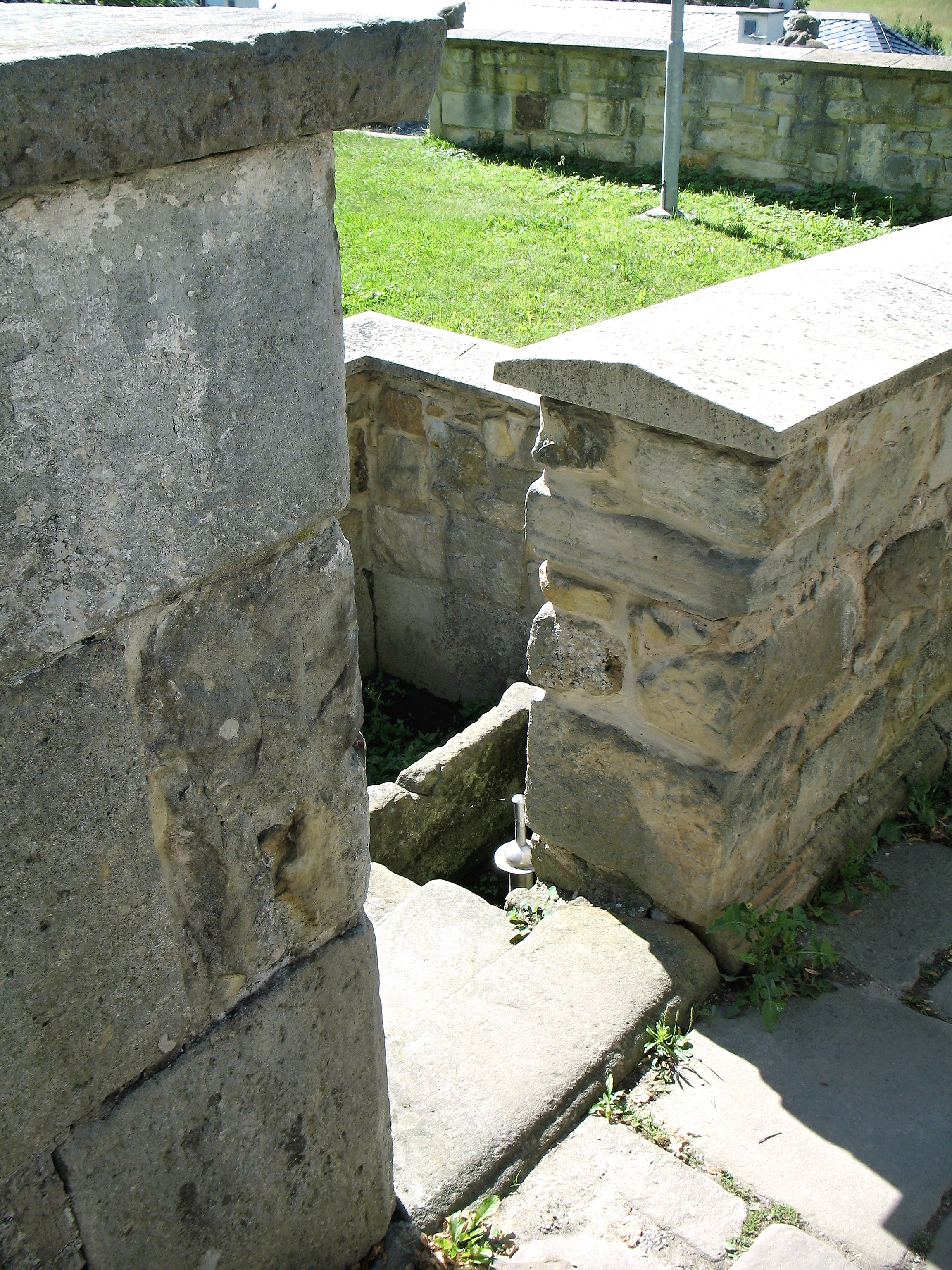
Přístup k pramenu vedle zámku nad kaskádovým schodištěm
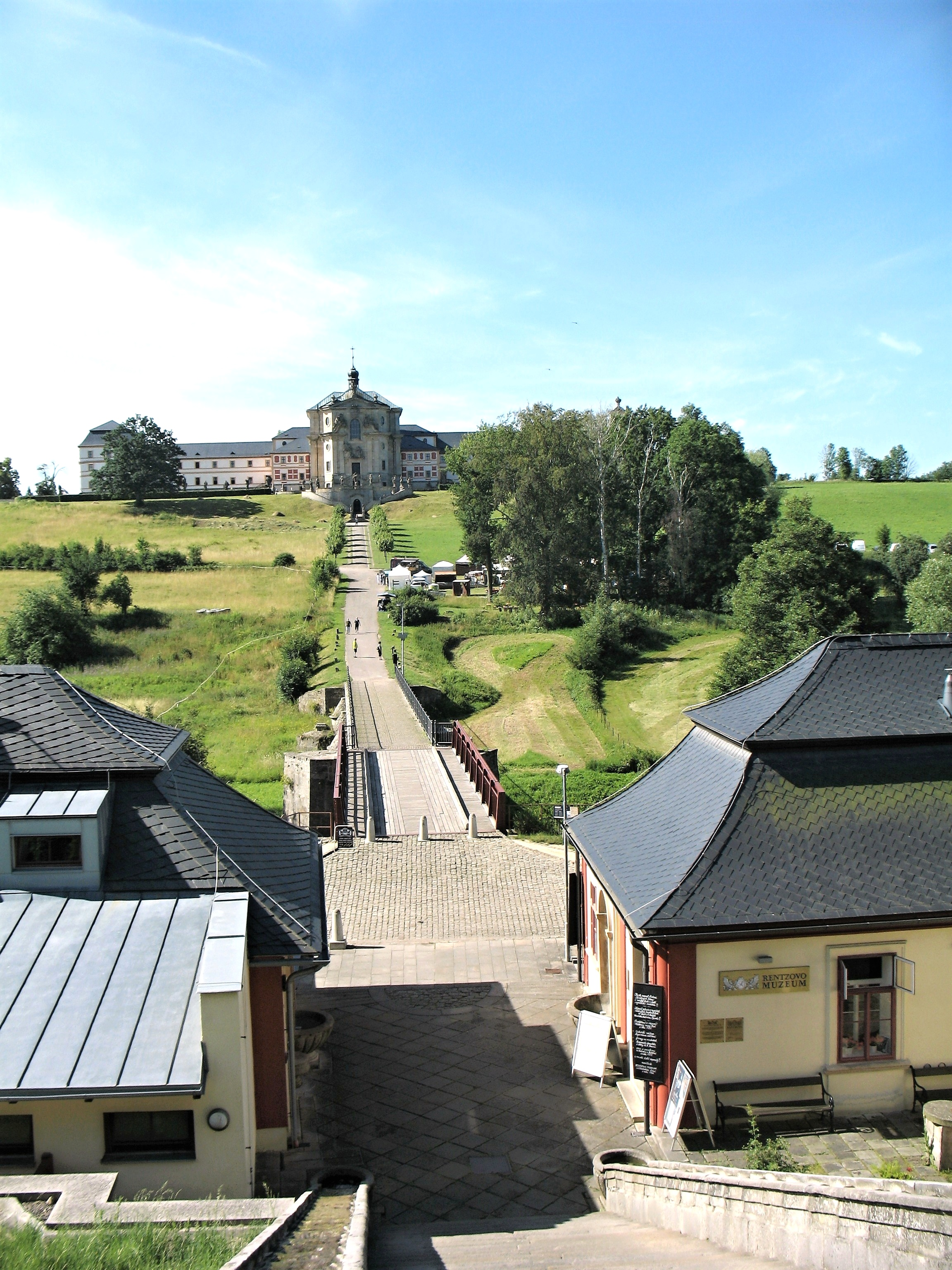
Pohled ze zámecké terasy přes řeku k hospitalu